# Hud il selvaggio
Hud il selvaggio (Hud) è un film statunitense del 1963 diretto da Martin Ritt, tratto dal romanzo Horseman, Pass By di Larry McMurtry.

## Trama
Hud Bannon è un trentacinquenne spregiudicato, arrogante ed egocentrico. Ha pochi interessi oltre a quello di divertirsi evitando le responsabilità. La sua vita è limitata al bere, iniziare risse al bar, girare con la sua Cadillac ed andare a letto con donne, sposate o meno. Sebbene il suo vecchio padre Homer sia un uomo dai forti principi, che non perde occasione per ricordare a Hud quale delusione sia stato per lui, nulla della sua etica è stata ereditata da Hud.
A vivere nel Ranch Bannon c'è anche il nipote diciassettenne di Hud, Lonnie, orfano di madre, che morì dandolo alla luce, e figlio del fratello di Hud, morto anch'egli, in un incidente automobilistico causato dalla sconsideratezza di Hud. Questi crede che la morte di suo fratello sia la causa principale della rabbia e del risentimento del padre verso di lui, ma Homer rivela che la sua delusione è più profonda, accusando Hud di preoccuparsi solo di sé stesso e di essere una persona senza principi. Lonnie e Hud sono attratti da Alma, la governante di mezza età dei Bannon, ma Hud è tanto crudo e ingiurioso verso di lei quanto Lonnie è protettivo. Sebbene l'affetto di Hud per lei sia all'inizio in qualche modo reciproco, Alma tiene le distanze.
Una mattina una giovenca del ranch viene trovata morta al pascolo per motivi non chiari. Temendo si tratti di un principio di epidemia, Hud consiglia di vendere velocemente tutto il bestiame a qualcun altro, prima che la cosa si sappia in giro. Ma Homer non si abbassa ad un comportamento che ritiene altamente scorretto e fa venire, contro il parere di Hud, un veterinario dello stato. Questi compie alcuni prelievi e intanto fa mettere il bestiame in quarantena, terminata la quale accerta che si tratta di afta epizootica, probabilmente portata da bestiame acquistato da Homer in Messico.
Il veterinario ordina l'abbattimento dell'intera mandria per evitare il diffondersi dell'infezione. Questo comporterà probabilmente la bancarotta per i Bannon, ma Homer obbedisce comunque. La perdita di tutto il bestiame comporta anche il licenziamento dei due bravi cowboy, da tempo dipendenti del ranch. Hud, arrabbiato vedendo la sua parte di eredità dissolversi, vorrebbe far dichiarare legalmente incapace Homer, così da poter assumere il controllo del ranch. Ubriaco, Hud tenta di violentare Alma, ma Lonnie viene in aiuto della donna.
Qualche giorno più tardi Alma decide di lasciare il ranch, disgustata dalla brutalità di Hud. Dopo aver accompagnato Alma alla stazione dei pullman, Lonnie rientra a casa, mentre Hud si ferma a scambiare un saluto d'addio con la donna. Sulla strada verso il ranch Lonnie vede il nonno strisciare in terra, caduto da cavallo. Hud cerca con il nipote di aiutare Homer, ma questi non sopravvive. Proprio all'ultimo respiro Homer accusa Hud di non vedere l'ora che lui muoia.
Dopo il funerale di Homer, il ragazzo lascia il ranch per allontanarsi da Hud. Per un momento Hud sente il vuoto presente nella propria vita, ma dopo un sorso di birra ed un momento di ripensamento, liquida la partenza di Lonnie con un cenno di disapprovazione ed un sorriso di indifferenza e rimane, solo, nella casa dei Bannon.

## Produzione
Il film è stato girato principalmente a Claude, in Texas.

## Slogan del film
- The man with the barbed-wire soul! (traducibile come L'uomo con l'anima avvolta dal filo spinato!)

## Riconoscimenti
- 1964 - Premio Oscar
  - Migliore attrice protagonista a Patricia Neal
  - Miglior attore non protagonista a Melvyn Douglas
  - Migliore fotografia a James Wong Howe
  - Candidatura Migliore regia a Martin Ritt
  - Candidatura Miglior attore protagonista a Paul Newman
  - Candidatura Migliore sceneggiatura non originale a Irving Ravetch e Harriet Frank Jr.
  - Candidatura Migliore scenografia a Hal Pereira, Tambi Larsen, Sam Comer e Robert R. Benton
- 1964 - Golden Globe
  - Candidatura Miglior film drammatico
  - Candidatura Migliore regia a Martin Ritt
  - Candidatura Miglior attore in un film drammatico a Paul Newman
  - Candidatura Miglior attore non protagonista a Melvyn Douglas
  - Candidatura Miglior attrice non protagonista a Patricia Neal
- 1964 - Premio BAFTA
  - Migliore attrice protagonista a Patricia Neal
  - Candidatura Miglior film
  - Candidatura Miglior attore protagonista a Paul Newman
- 1964 - Writers Guild of America
  - WGA Award a Harriet Frank Jr. e Irving Ravetch

- 1963 - National Board of Review Award
  - Migliori dieci film
  - Miglior attrice protagonista a Patricia Neal
  - Miglior attore non protagonista a Melvyn Douglas
- 1963 - New York Film Critics Circle Award
  - Miglior attrice protagonista a Patricia Neal
  - Migliore sceneggiatura a Irving Ravetch e Harriet Frank Jr.
  - Candidatura Miglior film
  - Candidatura Migliore regia a Martin Ritt
  - Candidatura Miglior attore protagonista a Paul Newman
- 1963 - Festival di Venezia
  - Premio OCIC a Martin Ritt
  - Candidatura Leone d'oro a Martin Ritt
- 1964 - American Cinema Editors
  - Candidatura Miglior montaggio a Frank Bracht
- 1964 - Directors Guild of America
  - Candidatura DGA Award a Martin Ritt
- 1964 - Laurel Award
  - Miglior film
  - Miglior attrice protagonista a Patricia Neal
  - Miglior attore protagonista a Paul Newman
  - Miglior attore non protagonista a Melvyn Douglas

Nel 2018 è stato scelto per la conservazione nel National Film Registry della Biblioteca del Congresso degli Stati Uniti.